# Cyathea celebica
Cyathea celebica är en ormbunkeart som beskrevs av Bl. Cyathea celebica ingår i släktet Cyathea och familjen Cyatheaceae. Inga underarter finns listade.